# UEFA Conference League 2024–25
UEFA Conference League 2024–25 là mùa giải thứ tư của UEFA Conference League, giải đấu bóng đá cấp câu lạc bộ hạng ba của châu Âu do UEFA tổ chức.
Đây là giải đấu UEFA Conference League đầu tiên được thi đấu theo thể thức mới, thể thức Thụy Sĩ. Thể thức mới không cho phép các đội chuyển từ Europa League sang vòng loại trực tiếp của Conference League, và do đó, đội vô địch Conference League (Olympiacos ở mùa giải 2023–24) không thể bảo vệ danh hiệu của mình. Kể từ mùa giải này, giải đấu được đổi tên từ UEFA Europa Conference League thành UEFA Conference League.
Trận chung kết diễn ra tại sân vận động Wrocław ở Wrocław, Ba Lan. Đội vô địch giải đấu sẽ tự động đủ điều kiện tham dự vòng đấu hạng UEFA Europa League 2025–26 trừ khi họ đủ điều kiện tham dự UEFA Champions League 2025–26 thông qua thành tích ở giải vô địch quốc gia của họ.

## Phân bổ đội của các hiệp hội
Tổng cộng có 164 đội từ 54 trong số 55 hiệp hội thành viên UEFA dự kiến sẽ tham gia UEFA Conference League 2024–25. Xếp hạng hiệp hội dựa trên hệ số hiệp hội UEFA được sử dụng để xác định số lượng đội bóng tham dự cho mỗi hiệp hội:
- Các hiệp hội xếp hạng từ 1–12: mỗi hiệp hội có một đội tham dự.
- Các hiệp hội xếp hạng từ 13–33 và từ 51–55 (ngoại trừ Nga)[ghi chú RUS]: có hai đội.
- Các hiệp hội xếp hạng từ 34–50: có ba đội (ngoại trừ Liechtenstein chỉ có một đội).[ghi chú LIE]
- 14 đội bị loại khỏi UEFA Champions League 2024–25 và 41 đội bị loại khỏi UEFA Europa League 2024–25 sẽ được chuyển sang Conference League.

### Xếp hạng hiệp hội
Đối với UEFA Conference League 2024–25, các hiệp hội được phân bổ vị trí dựa theo hệ số hiệp hội UEFA năm 2023 của họ, tính đến thành tích của họ ở các giải đấu châu Âu từ 2018–19 đến 2022–23.
Ngoài việc phân bổ dựa trên hệ số hiệp hội, các hiệp hội có thể có thêm các đội tham dự Conference League, như được ghi chú dưới đây:
- (UCL) – Các đội bổ sung được chuyển qua từ UEFA Champions League
- (UEL) – Các đội bổ sung được chuyển qua từ UEFA Europa League

| Hạng | Hiệp hội    | Hệ số   | Số đội | Ghi chú       |
| ---- | ----------- | ------- | ------ | ------------- |
| 1    | Anh         | 109.570 | 1      |               |
| 2    | Tây Ban Nha | 92.998  | 1      |               |
| 3    | Đức         | 82.481  | 1      |               |
| 4    | Ý           | 81.926  | 1      |               |
| 5    | Pháp        | 61.164  | 1      |               |
| 6    | Hà Lan      | 59.900  | 1      |               |
| 7    | Bồ Đào Nha  | 56.216  | 1      |               |
| 8    | Bỉ          | 42.200  | 1      | +1 (UEL)      |
| 9    | Scotland    | 36.400  | 1      | +2 (UEL)      |
| 10   | Áo          | 34.000  | 1      | +2 (UEL)      |
| 11   | Serbia      | 32.375  | 1      | +3 (UEL)      |
| 12   | Thổ Nhĩ Kỳ  | 32.100  | 1      | +1 (UEL)      |
| 13   | Thụy Sĩ     | 31.675  | 2      | +2 (UEL)      |
| 14   | Ukraina     | 29.500  | 2      | +1 (UEL)      |
| 15   | Séc         | 29.050  | 2      |               |
| 16   | Na Uy       | 29.000  | 2      | +1 (UEL)      |
| 17   | Đan Mạch    | 27.825  | 2      | +1 (UEL)      |
| 18   | Nga         | 26.215  | 0      | [ghi chú RUS] |
| 19   | Croatia     | 25.400  | 2      | +1 (UEL)      |

| Hạng | Hiệp hội         | Hệ số  | Số đội | Ghi chú                         |
| ---- | ---------------- | ------ | ------ | ------------------------------- |
| 20   | Hy Lạp           | 25.225 | 2      | –1 (UEL) [ghi chú GRE] +1 (UEL) |
| 21   | Israel           | 25.000 | 2      | +1 (UEL)                        |
| 22   | Síp              | 24.475 | 2      | +2 (UEL)                        |
| 23   | Thụy Điển        | 23.750 | 2      |                                 |
| 24   | Ba Lan           | 20.750 | 2      | +2 (UEL)                        |
| 25   | Hungary          | 20.625 | 2      | +1 (UEL)                        |
| 26   | România          | 20.500 | 2      | +1 (UEL)                        |
| 27   | Bulgaria         | 20.000 | 2      | +1 (UEL)                        |
| 28   | Slovakia         | 19.750 | 2      | +1 (UEL)                        |
| 29   | Azerbaijan       | 16.625 | 2      | +1 (UEL)                        |
| 30   | Kazakhstan       | 12.625 | 2      | +1 (UCL) +1 (UEL)               |
| 31   | Slovenia         | 12.500 | 2      | +2 (UEL)                        |
| 32   | Moldova          | 12.250 | 2      | +2 (UEL)                        |
| 33   | Kosovo           | 11.041 | 2      | +1 (UCL) +1 (UEL)               |
| 34   | Liechtenstein    | 11.000 | 1      | [ghi chú LIE]                   |
| 35   | Latvia           | 10.625 | 3      |                                 |
| 36   | Cộng hòa Ireland | 10.375 | 3      | +1 (UEL)                        |
| 37   | Phần Lan         | 10.250 | 3      | +1 (UCL)                        |
| 38   | Litva            | 10.000 | 3      | +1 (UEL)                        |

| Hạng | Hiệp hội             | Hệ số | Số đội | Ghi chú  |
| ---- | -------------------- | ----- | ------ | -------- |
| 39   | Armenia              | 9.875 | 3      | +1 (UCL) |
| 40   | Belarus              | 9.875 | 3      | +1 (UEL) |
| 41   | Bosna và Hercegovina | 9.750 | 3      | +1 (UEL) |
| 42   | Luxembourg           | 9.000 | 3      | +1 (UCL) |
| 43   | Quần đảo Faroe       | 8.750 | 3      | +1 (UEL) |
| 44   | Bắc Ireland          | 8.583 | 3      | +1 (UCL) |
| 45   | Malta                | 8.250 | 3      | +1 (UCL) |
| 46   | Gruzia               | 8.000 | 3      | +1 (UCL) |
| 47   | Estonia              | 7.582 | 3      | +1 (UCL) |
| 48   | Iceland              | 7.250 | 3      | +1 (UCL) |
| 49   | Albania              | 6.250 | 3      | +1 (UCL) |
| 50   | Wales                | 6.166 | 3      | +1 (UEL) |
| 51   | Gibraltar            | 5.791 | 2      | +1 (UEL) |
| 52   | Bắc Macedonia        | 5.500 | 2      | +1 (UCL) |
| 53   | Andorra              | 5.165 | 2      | +1 (UEL) |
| 54   | Montenegro           | 4.750 | 2      | +1 (UCL) |
| 55   | San Marino           | 1.999 | 2      | +1 (UCL) |

### Phân bổ
Sau đây là danh sách truy cập cho mùa này.
|                             |                             | Các đội tham dự vòng này | Các đội đi tiếp từ vòng trước                                                                | Các đội chuyển qua từ Champions League                             | Các đội chuyển qua từ Europa League                                    |
| --------------------------- | --------------------------- | --- | -------------------------------------------------------------------------------------------- | ------------------------------------------------------------------ | ---------------------------------------------------------------------- |
| Vòng loại thứ nhất (50 đội) | Vòng loại thứ nhất (50 đội) | - 9 đội vô địch cúp quốc gia từ các hiệp hội hạng 47–55 - 21 đội á quân giải quốc nội từ các hiệp hội hạng 34–55 (trừ Liechtenstein)[ghi chú LIE] - 20 đội đứng thứ ba giải quốc nội từ các hiệp hội hạng 30–50 (trừ Liechtenstein)[ghi chú LIE] |                                                                                              |                                                                    |                                                                        |
| Vòng loại thứ hai (98 đội)  | Nhánh vô địch (12 đội)      | |                                                                                              | - 12 đội bị loại khỏi vòng loại thứ nhất Champions League          |                                                                        |
| Vòng loại thứ hai (98 đội)  | Nhánh chính (86 đội)        | - 13 đội vô địch cúp quốc nội từ các hiệp hội hạng 34–46 - 17 đội á quân giải quốc nội từ các hiệp hội hạng 16–33 (trừ Nga)[ghi chú RUS] - 15 đội đứng thứ ba giải quốc nội từ các hiệp hội hạng 13–29 (trừ Nga[ghi chú RUS] và các đội vô địch) - 9 đội đứng thứ tư giải quốc nội từ các hiệp hội hạng 7–15 - 1 đội đứng thứ năm giải quốc nội từ hiệp hội hạng 6 | - 25 đội thắng từ vòng loại thứ nhất                                                         |                                                                    | - 6 đội bị loại ở vòng loại thứ nhất Europa League                     |
| Vòng loại thứ ba (60 đội)   | Nhánh vô địch (8 đội)       | | - 6 đội thắng từ vòng loại thứ hai (nhánh Vô địch)                                           | - 2 đội bị loại ở vòng loại thứ nhất Champions League[Note UCL Q1] |                                                                        |
| Vòng loại thứ ba (60 đội)   | Nhánh chính (52 đội)        | | - 43 đội thắng từ vòng loại thứ hai (nhánh chính)                                            |                                                                    | - 9 đội bị loại ở vòng loại thứ hai Europa League                      |
| Vòng play-off (48 đội)      | Nhánh vô địch (10 đội)      | | - 4 đội thắng ở vòng loại thứ ba (nhánh Vô địch)                                             |                                                                    | - 6 đội bị loại ở vòng loại thứ ba Europa League (nhánh Vô địch)       |
| Vòng play-off (48 đội)      | Nhánh chính (38 đội)        | - 5 đội đứng thứ sáu giải quốc nội từ các hiệp hội hạng 1–5 (đội vô địch Cúp EFL đối với Anh) | - 26 đội thắng ở vòng loại thứ ba (nhánh chính)                                              |                                                                    | - 7 đội bị loại ở vòng loại thứ ba Europa League (nhánh Không vô địch) |
| Vòng đấu hạng (36 đội)      | Vòng đấu hạng (36 đội)      | | - 5 đội thắng từ vòng play-off (nhánh Vô địch) - 19 đội thắng từ vòng play-off (nhánh chính) |                                                                    | - 12 đội bị loại ở vòng play-off Europa League                         |

Thông tin ở đây phản ánh việc Nga đang bị đình chỉ tham gia bóng đá châu Âu, do đó danh sách truy cập mặc định đã có những thay đổi sau:
- Đội vô địch cúp của các hiệp hội xếp hạng từ 39 đến 44 (Armenia, Belarus, Bosna và Hercegovina, Luxembourg, Quần đảo Faroe và Bắc Ireland) sẽ vào vòng loại thứ hai thay vì vòng loại thứ nhất.
- Do những thay đổi tương ứng trong danh sách tham dự Champions League, sẽ có ít hơn một đội bóng thua từ vòng loại thứ nhất Champions League được chuyển sang vòng loại thứ hai Conference League (nhánh Vô địch), do đó một đội được chuyển sẽ được miễn vào vòng loại thứ ba (nhánh Vô địch).

Vì đương kim vô địch Champions League (Real Madrid) đủ điều kiện tham dự Champions League thông qua giải đấu quốc nội nên danh sách tham dự mặc định đã có những thay đổi sau:
- Do những thay đổi tương ứng trong danh sách tham dự Champions League, sẽ có ít hơn một đội bóng thua từ vòng loại thứ nhất Champions League (tổng cộng ít hơn hai đội) được chuyển đến vòng loại thứ hai Conference League (nhánh Vô địch), do đó, một đội được chuyển đi (tổng cộng là hai đội) sẽ được miễn vào vòng loại thứ ba (nhánh Vô địch).

Khi nhà vô địch Conference League (Olympiacos) tham gia Europa League, suất mà họ đủ điều kiện tham gia thông qua vị trí trong giải đấu (vòng loại thứ hai Conference League) đã bị bỏ trống và những thay đổi sau đây đã được thực hiện đối với danh sách tham gia mặc định:
- Đội vô địch cúp của các hiệp hội xếp hạng 45 (Malta) và 46 (Gruzia) sẽ vào vòng loại thứ hai thay vì vòng loại thứ nhất.

### Các đội bóng
Các ký tự trong ngoặc đơn thể hiện cách mỗi đội lọt vào vị trí của vòng đấu bắt đầu:
- CW: Đội vô địch cúp quốc gia
- 2nd, 3rd, 4th, 5th, 6th...: Thứ hạng tại giải vô địch quốc gia ở mùa giải trước (thứ 2, thứ 3...)
- LC: Đội vô địch cúp Liên đoàn
- RW: Đội vô địch mùa giải thông thường
- PW: Những đội thắng ở vòng play-off Europa Conference League cuối mùa giải
- UCL: Chuyển qua từ Champions League
  - Q1: Những đội thua ở vòng loại thứ nhất
- UEL: Chuyển qua từ Europa League
  - PO: Những đội thua ở vòng play-off
  - CH/MP Q3: Những đội thua ở vòng loại thứ ba (Nhánh vô địch/Nhánh chính)
  - MP Q2: Những đội thua ở vòng loại thứ hai (Nhánh chính)
  - MP Q1: Những đội thua ở vòng loại thứ nhất (Nhánh chính)

Vòng loại thứ hai, vòng loại thứ ba và vòng play-off được chia thành Nhánh vô địch (CH, Champions Path) và Nhánh chính (MP, Main Path).
CC: Hệ số câu lạc bộ UEFA 2023.
| Vòng bắt đầu       | Vòng bắt đầu       | Đội                           | Đội                            | Đội                         | Đội                             |
| ------------------ | ------------------ | ----------------------------- | ------------------------------ | --------------------------- | ------------------------------- |
| Vòng đấu hạng      | Vòng đấu hạng      | Heart of Midlothian (UEL PO)  | LASK (UEL PO)                  | Rapid Wien (UEL PO)         | TSC (UEL PO)                    |
| Vòng đấu hạng      | Vòng đấu hạng      | Lugano (UEL PO)               | Molde (UEL PO)                 | APOEL (UEL PO)              | Jagiellonia Białystok (UEL PO)  |
| Vòng đấu hạng      | Vòng đấu hạng      | Petrocub Hîncești (UEL PO)    | Shamrock Rovers (UEL PO)       | Dinamo Minsk (UEL PO)       | Borac Banja Luka (UEL PO)       |
|                    |                    |                               |                                |                             |                                 |
| Vòng play-off      | CH                 | Celje (UEL CH Q3)             | Panevėžys (UEL CH Q3)          | KÍ (UEL CH Q3)              | The New Saints (UEL CH Q3)      |
| Vòng play-off      | CH                 | Lincoln Red Imps (UEL CH Q3)  | UE Santa Coloma (UEL CH Q3)    |                             |                                 |
| Vòng play-off      | MP                 | Chelsea (6th)                 | Real Betis (7th)               | Fiorentina (8th)            | Heidenheim (8th)                |
| Vòng play-off      | MP                 | Lens (7th)                    | Cercle Brugge (UEL MP Q3)      | Partizan (UEL MP Q3)        | Trabzonspor (UEL MP Q3)         |
| Vòng play-off      | MP                 | Servette (UEL MP Q3)          | Kryvbas (UEL MP Q3)            | Rijeka (UEL MP Q3)          | Panathinaikos (UEL MP Q3)       |
|                    |                    |                               |                                |                             |                                 |
| Vòng loại thứ ba   | CH                 | HJK (UCL Q1)[ghi chú UCL Q1]  | Larne (UCL Q1)[ghi chú UCL Q1] |                             |                                 |
| Vòng loại thứ ba   | MP                 | Kilmarnock (UEL MP Q2)        | Vojvodina (UEL MP Q2)          | Silkeborg (UEL MP Q2)       | Maccabi Petah Tikva (UEL MP Q2) |
| Vòng loại thứ ba   | MP                 | Wisła Kraków (UEL MP Q2)      | Corvinul Hunedoara (UEL MP Q2) | Botev Plovdiv (UEL MP Q2)   | Ružomberok (UEL MP Q2)          |
| Vòng loại thứ ba   | MP                 | Sheriff Tiraspol (UEL MP Q2)  |                                |                             |                                 |
|                    |                    |                               |                                |                             |                                 |
| Vòng loại thứ hai  | CH                 | Ordabasy (UCL Q1)             | Ballkani (UCL Q1)              | Pyunik (UCL Q1)             | Differdange 03 (UCL Q1)         |
| Vòng loại thứ hai  | CH                 | Ħamrun Spartans (UCL Q1)      | Dinamo Batumi (UCL Q1)         | Flora (UCL Q1)              | Víkingur Reykjavík (UCL Q1)     |
| Vòng loại thứ hai  | CH                 | Egnatia (UCL Q1)              | Struga (UCL Q1)                | Dečić (UCL Q1)              | Virtus (UCL Q1)                 |
| Vòng loại thứ hai  | MP                 | Pafos (UEL MP Q1)             | Paks (UEL MP Q1)               | Zira (UEL MP Q1)            | Tobol (UEL MP Q1)               |
| Vòng loại thứ hai  | MP                 | Maribor (UEL MP Q1)           | Llapi (UEL MP Q1)              | Go Ahead Eagles (PW)        | Vitória de Guimarães (5th)      |
| Vòng loại thứ hai  | MP                 | Gent (PW)                     | St Mirren (5th)                | Austria Wien (PW)           | Radnički 1923 (5th)             |
| Vòng loại thứ hai  | MP                 | İstanbul Başakşehir (4th)     | Zürich (4th)                   | St. Gallen (5th)            | Dnipro-1 (4th)                  |
| Vòng loại thứ hai  | MP                 | Polissya Zhytomyr (5th)       | Baník Ostrava (4th)            | Mladá Boleslav (PW)         | Brann (2nd)                     |
| Vòng loại thứ hai  | MP                 | Tromsø (3rd)                  | Brøndby (2nd)                  | Copenhagen (PW)             | Hajduk Split (3rd)              |
| Vòng loại thứ hai  | MP                 | Osijek (4th)                  | AEK Athens (2nd)[ghi chú GRE]  | Maccabi Haifa (2nd)         | Hapoel Be'er Sheva (3rd)        |
| Vòng loại thứ hai  | MP                 | AEK Larnaca (2nd)             | Omonia (3rd)                   | Häcken (3rd)                | Djurgården (4th)                |
| Vòng loại thứ hai  | MP                 | Śląsk Wrocław (2nd)           | Legia Warsaw (3rd)             | Puskás Akadémia (3rd)       | Fehérvár (4th)                  |
| Vòng loại thứ hai  | MP                 | CFR Cluj (2nd)                | Universitatea Craiova (PW)     | Cherno More (2nd)           | CSKA 1948 (PW)                  |
| Vòng loại thứ hai  | MP                 | DAC Dunajská Streda (2nd)     | Spartak Trnava (3rd)           | Sabah (3rd)                 | Sumgayit (4th)                  |
| Vòng loại thứ hai  | MP                 | Astana (2nd)                  | Olimpija (3rd)                 | Zimbru Chișinău (3rd)       | Drita (3rd)                     |
| Vòng loại thứ hai  | MP                 | Vaduz (CW)                    | Riga (CW)                      | St Patrick's Athletic (CW)  | Ilves (CW)                      |
| Vòng loại thứ hai  | MP                 | TransINVEST (CW)[ghi chú LTU] | Ararat-Armenia (CW)            | Neman Grodno (CW)           | Zrinjski Mostar (CW)            |
| Vòng loại thứ hai  | MP                 | Progrès Niederkorn (CW)       | HB Tórshavn (CW)               | Cliftonville (CW)           | Sliema Wanderers (CW)           |
| Vòng loại thứ hai  | MP                 | Iberia 1999 (CW)[ghi chú GEO] |                                |                             |                                 |
|                    |                    |                               |                                |                             |                                 |
| Vòng loại thứ nhất | Vòng loại thứ nhất | Aktobe (3rd)                  | Bravo (4th)                    | Milsami Orhei (4th)         | Malisheva (4th)                 |
| Vòng loại thứ nhất | Vòng loại thứ nhất | Auda (3rd)                    | Liepāja (5th)[ghi chú LVA]     | Derry City (2nd)            | Shelbourne (4th)                |
| Vòng loại thứ nhất | Vòng loại thứ nhất | KuPS (2nd)                    | VPS (PW)                       | Žalgiris (2nd)              | Šiauliai (3rd)                  |
| Vòng loại thứ nhất | Vòng loại thứ nhất | Noah (2nd)                    | Urartu (4th)                   | Torpedo-BelAZ Zhodino (3rd) | Isloch Minsk Raion (4th)        |
| Vòng loại thứ nhất | Vòng loại thứ nhất | Velež Mostar (3rd)            | Sarajevo (4th)                 | F91 Dudelange (3rd)         | UNA Strassen (6th)[ghi chú LUX] |
| Vòng loại thứ nhất | Vòng loại thứ nhất | Víkingur (2nd)                | B36 Tórshavn (4th)             | Linfield (2nd)              | Crusaders (PW)                  |
| Vòng loại thứ nhất | Vòng loại thứ nhất | Floriana (2nd)                | Marsaxlokk (4th)               | Dinamo Tbilisi (2nd)        | Torpedo Kutaisi (3rd)           |
| Vòng loại thứ nhất | Vòng loại thứ nhất | FCI Levadia (2nd)             | Tallinna Kalev (3rd)           | Paide Linnameeskond (4th)   | Valur (2nd)                     |
| Vòng loại thứ nhất | Vòng loại thứ nhất | Stjarnan (3rd)                | Breiðablik (4th)               | Partizani (2nd)             | Vllaznia (4th)                  |
| Vòng loại thứ nhất | Vòng loại thứ nhất | Tirana (5th)[ghi chú ALB]     | Connah's Quay Nomads (CW)      | Bala Town (3rd)             | Caernarfon Town (PW)            |
| Vòng loại thứ nhất | Vòng loại thứ nhất | St Joseph's (2nd)             | Bruno's Magpies (3rd)          | Tikvesh (CW)                | Shkëndija (2nd)                 |
| Vòng loại thứ nhất | Vòng loại thứ nhất | Inter Club d'Escaldes (2nd)   | Atlètic Club d'Escaldes (3rd)  | Budućnost (CW)              | Mornar Bar (2nd)                |
| Vòng loại thứ nhất | Vòng loại thứ nhất | La Fiorita (CW)               | Tre Penne (PW)                 |                             |                                 |

Có ba đội không chơi ở giải đấu hàng đầu quốc gia nhưng tham dự giải đấu: Corvinul Hunedoara (hạng 2), Vaduz (hạng 2) and Wisła Kraków (hạng 2).
Ghi chú
1. ^ Champions League (UCL Q1): Hai đội thua ở vòng loại thứ nhất Champions League sẽ được nhận quyền vào vòng loại thứ ba (nhánh Vô địch), vì có ít hơn hai đội thua được chuyển sang vòng loại thứ hai (nhánh Vô địch), do suất tham dự vòng đấu hạng Champions League bị bỏ trống sau khi đội vô địch Champions League (Real Madrid) giành quyền vào vòng loại thông qua vị trí trên bảng xếp hạng và Nga bị đình chỉ khỏi mùa giải châu Âu 2024–25.
2. ^ Albania (ALB): Skënderbeu, đội đứng thứ ba tại giải vô địch quốc gia Albania, hiện đang bị cấm tham gia các giải đấu của UEFA. Do đó, suất tham dự của họ trong giải đấu đã được chuyển cho đội đứng thứ năm, Tirana.
3. ^ Gruzia (GEO): Đội vô địch Cúp Gruzia FC Saburtalo Tbilisi đổi tên thành FC Iberia 1999 vào ngày 27 tháng 2 năm 2024.
4. ^ Hy Lạp (GRE): Olympiacos đủ điều kiện tham dự vòng đấu hạng UEFA Europa League 2024–25 nhờ vô địch UEFA Europa Conference League 2023–24, vì vậy vị trí thứ ba của họ bị bỏ trống.
5. ^ Latvia (LVA): Valmiera, đội đứng thứ 4 tại Giải bóng đá vô địch quốc gia Latvia năm 2023, đã bị từ chối cấp giấy phép UEFA. Do đó, suất tham dự của họ trong giải đấu đã được chuyển cho đội đứng thứ 5, Liepāja.
6. ^ Liechtenstein (LIE): Bảy đội liên kết với Hiệp hội bóng đá Liechtenstein (LFV) đều thi đấu trong hệ thống giải bóng đá Thụy Sĩ. Giải đấu duy nhất do LFV tổ chức là Cúp bóng đá Liechtenstein – đội vô địch sẽ đủ điều kiện tham dự UEFA Conference League mùa giải 2024–25.
7. ^ Litva (LTU): Đội vô địch cúp FK TransINVEST đã được hưởng ngoại lệ đối với quy định ba năm.[10]
8. ^ Luxembourg (LUX): Swift Hesperange, đội về nhì, đã bị từ chối cấp giấy phép UEFA. Do đó, vị trí của họ trong cuộc thi đã được chuyển cho đội xếp hạng cao thứ hai được cấp giấy phép UEFA bởi FLF, UNA Strassen, đội về thứ sáu.
9. ^ Nga (RUS):: Vào ngày 28 tháng 2 năm 2022, các câu lạc bộ bóng đá và đội tuyển quốc gia Nga đã bị đình chỉ tham gia các giải đấu của FIFA và UEFA do Nga xâm lược Ukraina.[11] Các bảng này phản ánh việc Nga đang bị đình chỉ tham gia các giải đấu của UEFA.[12]

## Lịch thi đấu
Lịch thi đấu của giải như sau. Các trận đấu được lên lịch vào thứ Năm, với một ngày đặc biệt là ngày 19 tháng 12, ngoại trừ trận chung kết diễn ra vào thứ Tư, mặc dù ngoại lệ có thể diễn ra vào thứ Ba hoặc thứ Tư do xung đột lịch thi đấu.
| Giai đoạn                | Vòng                         | Ngày bốc thăm | Lượt đi                                             | Lượt về                                             |
| ------------------------ | ---------------------------- | ------------- | --------------------------------------------------- | --------------------------------------------------- |
| Vòng loại                | Vòng loại thứ nhất           | 18/6/2024     | 11/7/2024                                           | 18/7/2024                                           |
| Vòng loại                | Vòng loại thứ hai            | 19/6/2024     | 25/7/2024                                           | 1/8/2024                                            |
| Vòng loại                | Vòng loại thứ ba             | 22/7/2024     | 8/8/2024                                            | 15/8/2024                                           |
| Play-off                 | Vòng play-off                | 5/8/2024      | 22/8/2024                                           | 29/8/2024                                           |
| Vòng đấu hạng            | Lượt trận thứ 1              | 30/8/2024     | 3/10/2024                                           | 3/10/2024                                           |
| Vòng đấu hạng            | Lượt trận thứ 2              | 30/8/2024     | 24/10/2024                                          | 24/10/2024                                          |
| Vòng đấu hạng            | Lượt trận thứ 3              | 30/8/2024     | 7/11/2024                                           | 7/11/2024                                           |
| Vòng đấu hạng            | Lượt trận thứ 4              | 30/8/2024     | 28/11/2024                                          | 28/11/2024                                          |
| Vòng đấu hạng            | Lượt trận thứ 5              | 30/8/2024     | 12/12/2024                                          | 12/12/2024                                          |
| Vòng đấu hạng            | Lượt trận thứ 6              | 30/8/2024     | 19/12/2024                                          | 19/12/2024                                          |
| Giai đoạn loại trực tiếp | Vòng play-off loại trực tiếp | 20/12/2024    | 13/2/2025                                           | 20/2/2025                                           |
| Giai đoạn loại trực tiếp | Vòng 16 đội                  | 21/2/2025     | 6/3/2025                                            | 13/3/2025                                           |
| Giai đoạn loại trực tiếp | Tứ kết                       | 21/2/2025     | 10/4/2025                                           | 17/4/2025                                           |
| Giai đoạn loại trực tiếp | Bán kết                      | 21/2/2025     | 1/5/2025                                            | 8/5/2025                                            |
| Giai đoạn loại trực tiếp | Chung kết                    | 21/2/2025     | 28/5/2025 tại sân vận động Wrocław, Wrocław, Ba Lan | 28/5/2025 tại sân vận động Wrocław, Wrocław, Ba Lan |

## Vòng loại

### Vòng loại thứ nhất
Lễ bốc thăm vòng loại thứ nhất được tổ chức vào ngày 18 tháng 6 năm 2024.Các trận lượt đi diễn ra vào ngày 10 và 11 tháng 7, còn các trận lượt về diễn ra vào ngày 17 và 18 tháng 7 năm 2024.
Các đội thắng trong các trận đấu sẽ tiến vào vòng loại thứ hai Nhánh chính. Các đội thua sẽ bị loại khỏi các giải đấu châu Âu mùa giải này.
| Đội 1                   | TTSTooltip Aggregate score | Đội 2                 | Lượt đi | Lượt về      |
| ----------------------- | -------------------------- | --------------------- | ------- | ------------ |
| Velež Mostar            | 2–6                        | Inter Club d'Escaldes | 1–1     | 1–5          |
| Floriana                | 4–2                        | Tre Penne             | 3–1     | 1–1          |
| Torpedo-BelAZ Zhodino   | 2–4                        | Milsami Orhei         | 2–4     | 0–0          |
| Šiauliai                | 0–2                        | FCI Levadia           | 0–2     | 0–0          |
| Bala Town               | 2–3                        | Paide Linnameeskond   | 1–2     | 1–1 (s.h.p.) |
| La Fiorita              | 1–1 (4–2 p)                | Isloch Minsk          | 0–1     | 1–0 (s.h.p.) |
| Caernarfon Town         | 3–3 (8–7 p)                | Crusaders             | 2–0     | 1–3 (s.h.p.) |
| Tallinna Kalev          | 1–4                        | Urartu                | 1–2     | 0–2          |
| Valur                   | 6–2                        | Vllaznia              | 2–2     | 4–0          |
| Bruno's Magpies         | 3–2                        | Derry City            | 2–0     | 1–2 (s.h.p.) |
| Malisheva               | 1–3                        | Budućnost             | 1–0     | 0–3          |
| Atlètic Club d'Escaldes | 0–3                        | F91 Dudelange         | 0–1     | 0–2          |
| Partizani               | 3–2                        | Marsaxlokk            | 1–1     | 2–1          |
| Auda                    | 3–0                        | B36 Tórshavn          | 2–0     | 1–0          |
| Stjarnan                | 4–3                        | Linfield              | 2–0     | 2–3          |
| Torpedo Kutaisi         | 2–1                        | Tirana                | 1–1     | 1–0          |
| Shelbourne              | 3–2                        | St Joseph's           | 2–1     | 1–1          |
| Aktobe                  | 3–3 (3–4 p)                | Sarajevo              | 0–1     | 3–2 (s.h.p.) |
| Bravo                   | 2–1                        | Connah's Quay Nomads  | 0–1     | 2–0 (s.h.p.) |
| Liepāja                 | 1–3                        | Víkingur              | 1–1     | 0–2          |
| Noah                    | 4–1                        | Shkëndija             | 2–0     | 2–1          |
| Tikvesh                 | 4–5                        | Breiðablik            | 3–2     | 1–3          |
| Mornar Bar              | 3–2                        | Dinamo Tbilisi        | 2–1     | 1–1          |
| UNA Strassen            | 0–5                        | KuPS                  | 0–0     | 0–5          |
| VPS                     | 1–3                        | Žalgiris              | 1–2     | 0–1          |

1. 1 2 3  Thứ tự các trận đấu bị đảo ngược sau lần bốc thăm ban đầu.

### Vòng loại thứ hai
Lễ bốc thăm vòng loại thứ hai được tổ chức vào ngày 19 tháng 6 năm 2024.Lượt đi diễn ra vào ngày 23, 24 và 25 tháng 7 và lượt về diễn ra vào ngày 30, 31 tháng 7 và 1 tháng 8 năm 2024.
Những đội thắng trong các trận đấu sẽ tiến vào vòng loại thứ ba theo lộ trình tương ứng. Đội thua sẽ bị loại khỏi các giải đấu châu Âu trong mùa giải này.
| Đội 1              | TTSTooltip Aggregate score | Đội 2           | Lượt đi | Lượt về      |
| ------------------ | -------------------------- | --------------- | ------- | ------------ |
| HJK                | Đặc cách                   | N/A             | —       | —            |
| Larne              | Đặc cách                   | N/A             | —       | —            |
| Differdange 03     | 4–4 (3–4 p)                | Ordabasy        | 1–0     | 3–4 (s.h.p.) |
| Víkingur Reykjavík | 2–1                        | Egnatia         | 0–1     | 2–0          |
| Virtus             | 2–5                        | Flora           | 0–0     | 2–5 (s.h.p.) |
| Struga             | 3–4                        | Pyunik          | 2–1     | 1–3          |
| Dinamo Batumi      | 0–2                        | Dečić           | 0–2     | 0–0          |
| Ballkani           | 2–0                        | Ħamrun Spartans | 0–0     | 2–0          |

| Đội 1                 | TTSTooltip Aggregate score | Đội 2                 | Lượt đi | Lượt về      |
| --------------------- | -------------------------- | --------------------- | ------- | ------------ |
| Go Ahead Eagles       | 1–2                        | Brann                 | 0–0     | 1–2          |
| Omonia                | 5–2                        | Torpedo Kutaisi       | 3–1     | 2–1          |
| Breiðablik            | 1–3                        | Drita                 | 1–2     | 0–1          |
| Osijek                | 6–1                        | FCI Levadia           | 5–1     | 1–0          |
| Olimpija Ljubljana    | 4–1                        | Polissya Zhytomyr     | 2–0     | 2–1          |
| AEK Athens            | 8–3                        | Inter Club d'Escaldes | 4–3     | 4–0          |
| KuPS                  | 0–2                        | Tromsø                | 0–1     | 0–1          |
| Valur                 | 1–4                        | St Mirren             | 0–0     | 1–4          |
| Sumgayit              | 1–2                        | Fehérvár              | 1–2     | 0–0          |
| Ilves                 | 5–5 (5–4 p)                | Austria Wien          | 2–1     | 3–4 (s.h.p.) |
| CSKA 1948             | 2–1                        | Budućnost             | 1–0     | 1–1          |
| Zira                  | 6–1                        | DAC Dunajská Streda   | 4–0     | 2–1          |
| Maribor               | 4–3                        | Universitatea Craiova | 2–0     | 2–3          |
| St Patrick's Athletic | 5–3                        | Vaduz                 | 3–1     | 2–2          |
| Bruno's Magpies       | 1–8                        | Copenhagen            | 0–3     | 1–5          |
| Başakşehir            | 10–1                       | La Fiorita            | 6–1     | 4–0          |
| Legia Warsaw          | 11–0                       | Caernarfon Town       | 6–0     | 5–0          |
| Dnipro-1              | 0–6                        | Puskás Akadémia       | 0–3     | 0–3          |
| Žalgiris              | 2–4                        | Pafos                 | 2–1     | 0–3          |
| Djurgården            | 3–1                        | Progrès Niederkorn    | 3–0     | 0–1          |
| Gent                  | 7–1                        | Víkingur              | 4–1     | 3–0          |
| F91 Dudelange         | 3–12                       | Häcken                | 2–6     | 1–6          |
| Hapoel Be'er Sheva    | 2–1                        | Cherno More           | 0–0     | 2–1          |
| Hajduk Split          | 2–0                        | HB Tórshavn           | 2–0     | 0–0          |
| Zrinjski Mostar       | 3–2                        | Bravo                 | 0–1     | 3–1          |
| Riga                  | 2–3                        | Śląsk Wrocław         | 1–0     | 1–3          |
| Floriana              | 0–5                        | Vitória de Guimarães  | 0–1     | 0–4          |
| Stjarnan              | 2–5                        | Paide Linnameeskond   | 2–1     | 0–4          |
| Cliftonville          | 1–4                        | Auda                  | 1–2     | 0–2          |
| St. Gallen            | 5–1                        | Tobol                 | 4–1     | 1–0          |
| Mladá Boleslav        | 3–0                        | TransINVEST           | 2–0     | 1–0          |
| Noah                  | 7–0                        | Sliema Wanderers      | 7–0     | 0–0          |
| Baník Ostrava         | 7–1                        | Urartu                | 5–1     | 2–0          |
| Zürich                | 3–0                        | Shelbourne            | 3–0     | 0–0          |
| Brøndby               | 8–2                        | Llapi                 | 6–0     | 2–2          |
| CFR Cluj              | 5–0                        | Neman Grodno          | 0–0     | 5–0          |
| Zimbru Chișinău       | 1–6                        | Ararat-Armenia        | 0–3     | 1–3          |
| Radnički 1923         | 2–2 (3–4 p)                | Mornar                | 1–0     | 1–2 (s.h.p.) |
| Sarajevo              | 0–3                        | Spartak Trnava        | 0–0     | 0–3          |
| Maccabi Haifa         | 6–6 (2–3 p)                | Sabah                 | 0–3     | 6–3 (s.h.p.) |
| Paks                  | 5–0                        | AEK Larnaca           | 3–0     | 2–0          |
| Iberia 1999           | 2–0                        | Partizani             | 2–0     | 0–0          |
| Milsami Orhei         | 1–2                        | Astana                | 1–1     | 0–1          |

1. 1 2 3  Thứ tự các trận đấu bị đảo ngược sau lần bốc thăm ban đầu.
2. 1 2  Dnipro-1 không thể thi đấu do phá sản.[18]

### Vòng loại thứ ba
Lễ bốc thăm vòng loại thứ ba được tổ chức vào ngày 22 tháng 7 năm 2024.
Lượt đi diễn ra vào ngày 6, 7 và 8 tháng 8, và lượt về diễn ra vào ngày 13, 14 và 15 tháng 8 năm 2024.
Đội thắng sẽ tiến vào vòng play-off theo con đường tương ứng của họ. Đội thua sẽ bị loại khỏi các giải đấu châu Âu trong mùa giải này.
| Đội 1              | TTSTooltip Aggregate score | Đội 2  | Lượt đi | Lượt về      |
| ------------------ | -------------------------- | ------ | ------- | ------------ |
| Víkingur Reykjavík | 3–2                        | Flora  | 1–1     | 2–1          |
| Ordabasy           | 0–2                        | Pyunik | 0–1     | 0–1          |
| Ballkani           | 1–1 (1–4 p)                | Larne  | 0–1     | 1–0 (s.h.p.) |
| HJK                | 2–2 (4–3 p)                | Dečić  | 1–0     | 1–2 (s.h.p.) |

| Đội 1                 | TTSTooltip Aggregate score | Đội 2                | Lượt đi | Lượt về      |
| --------------------- | -------------------------- | -------------------- | ------- | ------------ |
| Mladá Boleslav        | 5–3                        | Hapoel Be'er Sheva   | 1–1     | 4–2          |
| Kilmarnock            | 3–2                        | Tromsø               | 2–2     | 1–0          |
| Ararat-Armenia        | 3–4                        | Puskás Akadémia      | 0–1     | 3–3          |
| Zürich                | 0–5                        | Vitória de Guimarães | 0–3     | 0–2          |
| Paks                  | 5–2                        | Mornar               | 3–0     | 2–2          |
| Häcken                | 7–2                        | Paide Linnameeskond  | 6–1     | 1–1          |
| Maribor               | 2–2 (4–2 p)                | Vojvodina            | 2–1     | 0–1 (s.h.p.) |
| Spartak Trnava        | 4–4 (11–12 p)              | Wisła Kraków         | 3–1     | 1–3 (s.h.p.) |
| St Patrick's Athletic | 2–0                        | Sabah                | 1–0     | 1–0          |
| St Mirren             | 2–4                        | Brann                | 1–1     | 1–3          |
| CSKA 1948             | 2–5                        | Pafos                | 2–1     | 0–4 (s.h.p.) |
| Ilves                 | 2–4                        | Djurgården           | 1–1     | 1–3          |
| Corvinul Hunedoara    | 2–8                        | Astana               | 1–2     | 1–6          |
| Ružomberok            | 1–0                        | Hajduk Split         | 0–0     | 1–0          |
| Noah                  | 3–2                        | AEK Athens           | 3–1     | 0–1          |
| Auda                  | 2–3                        | Drita                | 1–0     | 1–3 (s.h.p.) |
| Iberia 1999           | 0–3                        | Başakşehir           | 0–1     | 0–2          |
| Brøndby               | 3–4                        | Legia Warsaw         | 2–3     | 1–1          |
| Maccabi Petah Tikva   | 0–2                        | CFR Cluj             | 0–1     | 0–1          |
| Silkeborg             | 4–5                        | Gent                 | 2–2     | 2–3 (s.h.p.) |
| Osijek                | 3–3 (1–2 p)                | Zira                 | 1–1     | 2–2 (s.h.p.) |
| St. Gallen            | 4–3                        | Śląsk Wrocław        | 2–0     | 2–3          |
| Botev Plovdiv         | 2–3                        | Zrinjski Mostar      | 2–1     | 0–2          |
| Omonia                | 3–0                        | Fehérvár             | 1–0     | 2–0          |
| Copenhagen            | 1–1 (2–1 p)                | Baník Ostrava        | 1–0     | 0–1 (s.h.p.) |
| Olimpija Ljubljana    | 4–0                        | Sheriff Tiraspol     | 3–0     | 1–0          |

## Vòng play-off
Lễ bốc thăm vòng play-off được tổ chức vào ngày 5 tháng 8 năm 2024.Trận lượt đi diễn ra vào ngày 20, 21 và 22 tháng 8 và lượt về diễn ra vào ngày 28 và 29 tháng 8 năm 2024.
Đội thắng sẽ tiến vào vòng đấu hạng. Đội thua sẽ bị loại khỏi các giải đấu châu Âu mùa giải này.
| Đội 1              | TTSTooltip Aggregate score | Đội 2           | Lượt đi | Lượt về |
| ------------------ | -------------------------- | --------------- | ------- | ------- |
| Lincoln Red Imps   | 3–4                        | Larne           | 2–1     | 1–3     |
| Pyunik             | 2–4                        | Celje           | 1–0     | 1–4     |
| Víkingur Reykjavík | 5–0                        | UE Santa Coloma | 5–0     | 0–0     |
| Panevėžys          | 0–3                        | The New Saints  | 0–3     | 0–0     |
| KÍ                 | 3–4                        | HJK             | 2–2     | 1–2     |

| Đội 1                 | TTSTooltip Aggregate score | Đội 2               | Lượt đi | Lượt về      |
| --------------------- | -------------------------- | ------------------- | ------- | ------------ |
| Omonia                | 6–1                        | Zira                | 6–0     | 0–1          |
| St. Gallen            | 1–1 (5–4 p)                | Trabzonspor         | 0–0     | 1–1          |
| Lens                  | 2–3                        | Panathinaikos       | 2–1     | 0–2          |
| BK Häcken             | 3–5                        | 1. FC Heidenheim    | 1–2     | 2–3          |
| Copenhagen            | 3–1                        | Kilmarnock          | 2–0     | 1–1          |
| Vitória de Guimarães  | 7–0                        | Zrinjski Mostar     | 3–0     | 4–0          |
| Brann                 | 2–3                        | Astana              | 2–0     | 0–3          |
| Legia Warsaw          | 3–0                        | Drita               | 2–0     | 1–0          |
| Rijeka                | 1–6                        | Olimpija Ljubljana  | 1–1     | 0–5          |
| Fiorentina            | 4–4 (5–4 p)                | Puskás Akadémia     | 3–3     | 1–1 (s.h.p.) |
| Djurgården            | 2–0                        | Maribor             | 1–0     | 1–0          |
| Wisła Kraków          | 5–7                        | Cercle Brugge       | 1–6     | 4–1          |
| Mladá Boleslav        | 5–2                        | Paks                | 2–2     | 3–0          |
| St Patrick's Athletic | 0–2                        | İstanbul Başakşehir | 0–0     | 0–2          |
| Chelsea               | 3–2                        | Servette            | 2–0     | 1–2          |
| CFR Cluj              | 1–3                        | Pafos               | 1–0     | 0–3          |
| Partizan              | 0–2                        | Gent                | 0–1     | 0–1          |
| Kryvbas Kryvyi Rih    | 0–5                        | Real Betis          | 0–2     | 0–3          |
| Noah                  | 4–3                        | Ružomberok          | 3–0     | 1–3          |

## Vòng đấu hạng
Lễ bốc thăm vòng đấu hạng UEFA Conference League 2024–25 diễn ra tại Grimaldi Forum ở Monaco vào ngày 30 tháng 8 năm 2024, 14:30 CEST.
36 đội được bốc thăm thủ công và sau đó phần mềm tự động bốc thăm ngẫu nhiên sáu đối thủ khác nhau, xác định trận đấu nào của họ diễn ra trên sân nhà và trận nào diễn ra trên sân khách. Mỗi đội sẽ đối đầu với một đối thủ từ mỗi sáu nhóm. Các đội không được đối đầu với các đối thủ từ cùng một hiệp hội và chỉ được bốc thăm với tối đa hai đội từ cùng một hiệp hội.
Borac Banja Luka, Celje, Cercle Brugge, 1. FC Heidenheim, Jagiellonia Białystok, Larne, Noah, Pafos, Petrocub Hîncești, The New Saints và Víkingur Reykjavík sẽ lần đầu tiên xuất hiện trong một vòng bảng hoặc vòng đấu hạng của UEFA. Noah trở thành câu lạc bộ đầu tiên trong lịch sử Conference League thành công vượt qua cả bốn vòng loại, trong khi The New Saints và Larne là những đội đầu tiên từ các hiệp hội xứ Wales và Bắc Ireland, tương ứng, chơi trong một vòng bảng hoặc vòng đấu hạng của UEFA.
Tổng cộng có 29 hiệp hội quốc gia sẽ có đại diện tham gia vòng đấu hạng.

### Bảng xếp hạng
Tám đội xếp hạng cao nhất sẽ được miễn vào vòng 16 đội. 16 đội (xếp hạng từ 9 đến 24) sẽ tham gia vòng đấu loại trực tiếp, với các đội xếp hạng từ 9 đến 16 được xếp hạt giống lúc bốc thăm, để chọn 8 đội còn lại vào vòng 16 đội. Các đội xếp hạng từ 25 đến 36 bị loại khỏi giải đấu.
| VT | Đội                   | ST | T | H | B | BT | BB | HS  | Đ  | Giành quyền tham dự                                                 |
| -- | --------------------- | -- | - | - | - | -- | -- | --- | -- | ------------------------------------------------------------------- |
| 1  | Chelsea               | 6  | 6 | 0 | 0 | 26 | 5  | +21 | 18 | Đi tiếp vào vòng 16 đội (nhóm hạt giống)                            |
| 2  | Vitória de Guimarães  | 6  | 4 | 2 | 0 | 13 | 6  | +7  | 14 | Đi tiếp vào vòng 16 đội (nhóm hạt giống)                            |
| 3  | Fiorentina            | 6  | 4 | 1 | 1 | 18 | 7  | +11 | 13 | Đi tiếp vào vòng 16 đội (nhóm hạt giống)                            |
| 4  | Rapid Wien            | 6  | 4 | 1 | 1 | 11 | 5  | +6  | 13 | Đi tiếp vào vòng 16 đội (nhóm hạt giống)                            |
| 5  | Djurgårdens IF        | 6  | 4 | 1 | 1 | 11 | 7  | +4  | 13 | Đi tiếp vào vòng 16 đội (nhóm hạt giống)                            |
| 6  | Lugano                | 6  | 4 | 1 | 1 | 11 | 7  | +4  | 13 | Đi tiếp vào vòng 16 đội (nhóm hạt giống)                            |
| 7  | Legia Warszawa        | 6  | 4 | 0 | 2 | 13 | 5  | +8  | 12 | Đi tiếp vào vòng 16 đội (nhóm hạt giống)                            |
| 8  | Cercle Brugge         | 6  | 3 | 2 | 1 | 14 | 7  | +7  | 11 | Đi tiếp vào vòng 16 đội (nhóm hạt giống)                            |
| 9  | Jagiellonia Białystok | 6  | 3 | 2 | 1 | 10 | 5  | +5  | 11 | Đi tiếp vào vòng play-off đấu loại trực tiếp (nhóm hạt giống)       |
| 10 | Shamrock Rovers       | 6  | 3 | 2 | 1 | 12 | 9  | +3  | 11 | Đi tiếp vào vòng play-off đấu loại trực tiếp (nhóm hạt giống)       |
| 11 | APOEL                 | 6  | 3 | 2 | 1 | 8  | 5  | +3  | 11 | Đi tiếp vào vòng play-off đấu loại trực tiếp (nhóm hạt giống)       |
| 12 | Pafos                 | 6  | 3 | 1 | 2 | 11 | 7  | +4  | 10 | Đi tiếp vào vòng play-off đấu loại trực tiếp (nhóm hạt giống)       |
| 13 | Panathinaikos         | 6  | 3 | 1 | 2 | 10 | 7  | +3  | 10 | Đi tiếp vào vòng play-off đấu loại trực tiếp (nhóm hạt giống)       |
| 14 | Olimpija Ljubljana    | 6  | 3 | 1 | 2 | 7  | 6  | +1  | 10 | Đi tiếp vào vòng play-off đấu loại trực tiếp (nhóm hạt giống)       |
| 15 | Real Betis            | 6  | 3 | 1 | 2 | 6  | 5  | +1  | 10 | Đi tiếp vào vòng play-off đấu loại trực tiếp (nhóm hạt giống)       |
| 16 | 1. FC Heidenheim      | 6  | 3 | 1 | 2 | 7  | 7  | 0   | 10 | Đi tiếp vào vòng play-off đấu loại trực tiếp (nhóm hạt giống)       |
| 17 | Gent                  | 6  | 3 | 0 | 3 | 8  | 8  | 0   | 9  | Đi tiếp vào vòng play-off đấu loại trực tiếp (nhóm không hạt giống) |
| 18 | Copenhagen            | 6  | 2 | 2 | 2 | 8  | 9  | −1  | 8  | Đi tiếp vào vòng play-off đấu loại trực tiếp (nhóm không hạt giống) |
| 19 | Víkingur Reykjavík    | 6  | 2 | 2 | 2 | 7  | 8  | −1  | 8  | Đi tiếp vào vòng play-off đấu loại trực tiếp (nhóm không hạt giống) |
| 20 | Borac Banja Luka      | 6  | 2 | 2 | 2 | 4  | 7  | −3  | 8  | Đi tiếp vào vòng play-off đấu loại trực tiếp (nhóm không hạt giống) |
| 21 | Celje                 | 6  | 2 | 1 | 3 | 13 | 13 | 0   | 7  | Đi tiếp vào vòng play-off đấu loại trực tiếp (nhóm không hạt giống) |
| 22 | Omonia                | 6  | 2 | 1 | 3 | 7  | 7  | 0   | 7  | Đi tiếp vào vòng play-off đấu loại trực tiếp (nhóm không hạt giống) |
| 23 | Molde                 | 6  | 2 | 1 | 3 | 10 | 11 | −1  | 7  | Đi tiếp vào vòng play-off đấu loại trực tiếp (nhóm không hạt giống) |
| 24 | TSC                   | 6  | 2 | 1 | 3 | 10 | 13 | −3  | 7  | Đi tiếp vào vòng play-off đấu loại trực tiếp (nhóm không hạt giống) |
| 25 | Heart of Midlothian   | 6  | 2 | 1 | 3 | 6  | 9  | −3  | 7  |                                                                     |
| 26 | İstanbul Başakşehir   | 6  | 1 | 3 | 2 | 9  | 12 | −3  | 6  |                                                                     |
| 27 | Mladá Boleslav        | 6  | 2 | 0 | 4 | 7  | 10 | −3  | 6  |                                                                     |
| 28 | Astana                | 6  | 1 | 2 | 3 | 4  | 8  | −4  | 5  |                                                                     |
| 29 | St. Gallen            | 6  | 1 | 2 | 3 | 10 | 18 | −8  | 5  |                                                                     |
| 30 | HJK                   | 6  | 1 | 1 | 4 | 3  | 9  | −6  | 4  |                                                                     |
| 31 | Noah                  | 6  | 1 | 1 | 4 | 6  | 16 | −10 | 4  |                                                                     |
| 32 | The New Saints        | 6  | 1 | 0 | 5 | 5  | 10 | −5  | 3  |                                                                     |
| 33 | Dinamo Minsk          | 6  | 1 | 0 | 5 | 4  | 13 | −9  | 3  |                                                                     |
| 34 | Larne                 | 6  | 1 | 0 | 5 | 3  | 12 | −9  | 3  |                                                                     |
| 35 | LASK                  | 6  | 0 | 3 | 3 | 4  | 14 | −10 | 3  |                                                                     |
| 36 | Petrocub Hîncești     | 6  | 0 | 2 | 4 | 4  | 13 | −9  | 2  |                                                                     |

1. 1 2  Bàn thắng sân khách ghi được: Djurgårdens IF 5, Lugano 4.

### Kết quả
| Đội nhà              | Tỷ số | Đội khách             |
| -------------------- | ----- | --------------------- |
| İstanbul Başakşehir  | 1–2   | Rapid Wien            |
| Vitória de Guimarães | 3–1   | Celje                 |
| 1. FC Heidenheim     | 2–1   | Olimpija Ljubljana    |
| Cercle Brugge        | 6–2   | St. Gallen            |
| Astana               | 1–0   | TSC                   |
| Dinamo Minsk         | 1–2   | Heart of Midlothian   |
| Noah                 | 2–0   | Mladá Boleslav        |
| Legia Warsaw         | 1–0   | Real Betis            |
| Molde                | 3–0   | Larne                 |
| Omonia               | 4–0   | Víkingur Reykjavík    |
| Fiorentina           | 2–0   | The New Saints        |
| Chelsea              | 4–2   | Gent                  |
| Copenhagen           | 1–2   | Jagiellonia Białystok |
| Lugano               | 3–0   | HJK                   |
| Petrocub Hîncești    | 1–4   | Pafos                 |
| Borac Banja Luka     | 1–1   | Panathinaikos         |
| LASK                 | 2–2   | Djurgårdens IF        |
| Shamrock Rovers      | 1–1   | APOEL                 |

| Đội nhà               | Tỷ số | Đội khách            |
| --------------------- | ----- | -------------------- |
| Víkingur Reykjavík    | 3–1   | Cercle Brugge        |
| APOEL                 | 0–1   | Borac Banja Luka     |
| Djurgårdens IF        | 1–2   | Vitória de Guimarães |
| St. Gallen            | 2–4   | Fiorentina           |
| Heart of Midlothian   | 2–0   | Omonia               |
| Jagiellonia Białystok | 2–0   | Petrocub Hîncești    |
| Gent                  | 2–1   | Molde                |
| Larne                 | 1–4   | Shamrock Rovers      |
| Celje                 | 5–1   | İstanbul Başakşehir  |
| Panathinaikos         | 1–4   | Chelsea              |
| Rapid Wien            | 1–0   | Noah                 |
| Mladá Boleslav        | 0–1   | Lugano               |
| TSC                   | 0–3   | Legia Warsaw         |
| HJK                   | 1–0   | Dinamo Minsk         |
| Olimpija Ljubljana    | 2–0   | LASK                 |
| Pafos                 | 0–1   | 1. FC Heidenheim     |
| Real Betis            | 1–1   | Copenhagen           |
| The New Saints        | 2–0   | Astana               |

| Đội nhà               | Tỷ số | Đội khách           |
| --------------------- | ----- | ------------------- |
| Víkingur Reykjavík    | 2–0   | Borac Banja Luka    |
| Petrocub Hîncești     | 0–3   | Rapid Wien          |
| TSC                   | 4–1   | Lugano              |
| HJK                   | 0–2   | Olimpija Ljubljana  |
| Gent                  | 1–0   | Omonia              |
| Legia Warsaw          | 4–0   | Dinamo Minsk        |
| Pafos                 | 1–0   | Astana              |
| Shamrock Rovers       | 2–1   | The New Saints      |
| APOEL                 | 2–1   | Fiorentina          |
| Chelsea               | 8–0   | Noah                |
| Djurgårdens IF        | 2–1   | Panathinaikos       |
| Copenhagen            | 2–2   | İstanbul Başakşehir |
| Heart of Midlothian   | 0–2   | 1. FC Heidenheim    |
| Jagiellonia Białystok | 3–0   | Molde               |
| Larne                 | 1–2   | St. Gallen          |
| LASK                  | 0–0   | Cercle Brugge       |
| Real Betis            | 2–1   | Celje               |
| Vitória de Guimarães  | 2–1   | Mladá Boleslav      |

| Đội nhà             | Tỷ số | Đội khách             |
| ------------------- | ----- | --------------------- |
| İstanbul Başakşehir | 1–1   | Petrocub Hîncești     |
| Astana              | 1–1   | Vitória de Guimarães  |
| 1. FC Heidenheim    | 0–2   | Chelsea               |
| Cercle Brugge       | 2–0   | Heart of Midlothian   |
| Dinamo Minsk        | 1–2   | Copenhagen            |
| Noah                | 0–0   | Víkingur Reykjavík    |
| St. Gallen          | 2–2   | TSC                   |
| Borac Banja Luka    | 2–1   | LASK                  |
| Molde               | 0–1   | APOEL                 |
| Celje               | 3–3   | Jagiellonia Białystok |
| Panathinaikos       | 1–0   | HJK                   |
| The New Saints      | 0–1   | Djurgårdens IF        |
| Fiorentina          | 3–2   | Pafos                 |
| Lugano              | 2–0   | Gent                  |
| Mladá Boleslav      | 2–1   | Real Betis            |
| Olimpija Ljubljana  | 1–0   | Larne                 |
| Omonia              | 0–3   | Legia Warsaw          |
| Rapid Wien          | 1–1   | Shamrock Rovers       |

| Đội nhà             | Tỷ số | Đội khách             |
| ------------------- | ----- | --------------------- |
| Víkingur Reykjavík  | 1–2   | Djurgårdens IF        |
| Astana              | 1–3   | Chelsea               |
| Fiorentina          | 7–0   | LASK                  |
| Copenhagen          | 2–0   | Heart of Midlothian   |
| Dinamo Minsk        | 2–0   | Larne                 |
| Noah                | 1–3   | APOEL                 |
| Petrocub Hîncești   | 0–1   | Real Betis            |
| HJK                 | 2–2   | Molde                 |
| İstanbul Başakşehir | 3–1   | 1. FC Heidenheim      |
| Legia Warsaw        | 1–2   | Lugano                |
| Olimpija Ljubljana  | 1–4   | Cercle Brugge         |
| St. Gallen          | 1–4   | Vitória de Guimarães  |
| Mladá Boleslav      | 1–0   | Jagiellonia Białystok |
| Gent                | 3–0   | TSC                   |
| Omonia              | 3–1   | Rapid Wien            |
| Pafos               | 2–0   | Celje                 |
| Shamrock Rovers     | 3–0   | Borac Banja Luka      |
| The New Saints      | 0–2   | Panathinaikos         |

| Đội nhà               | Tỷ số | Đội khách           |
| --------------------- | ----- | ------------------- |
| 1. FC Heidenheim      | 1–1   | St. Gallen          |
| APOEL                 | 1–1   | Astana              |
| Cercle Brugge         | 1–1   | İstanbul Başakşehir |
| Chelsea               | 5–1   | Shamrock Rovers     |
| Djurgårdens IF        | 3–1   | Legia Warsaw        |
| Lugano                | 2–2   | Pafos               |
| Borac Banja Luka      | 0–0   | Omonia              |
| TSC                   | 4–3   | Noah                |
| Heart of Midlothian   | 2–2   | Petrocub Hîncești   |
| Jagiellonia Białystok | 0–0   | Olimpija Ljubljana  |
| Larne                 | 1–0   | Gent                |
| LASK                  | 1–1   | Víkingur Reykjavík  |
| Molde                 | 4–3   | Mladá Boleslav      |
| Celje                 | 3–2   | The New Saints      |
| Panathinaikos         | 4–0   | Dinamo Minsk        |
| Real Betis            | 1–0   | HJK                 |
| Rapid Wien            | 3–0   | Copenhagen          |
| Vitória de Guimarães  | 1–1   | Fiorentina          |

## Vòng đấu loại trực tiếp
Trong vòng đấu loại trực tiếp, các đội sẽ đấu với nhau theo thể thức hai lượt trên sân nhà và sân khách, ngoại trừ trận chung kết chỉ một trận. Cấu trúc bảng đấu cho vòng đấu loại trực tiếp được cố định một phần trước bằng cách sử dụng xếp hạt giống, với vị trí của các đội trong bảng đấu được xác định bởi bảng xếp hạng vòng đấu hạng.
Ở vòng đấu loại trực tiếp sẽ không có sự phân biệt quốc gia nào, các đội từ cùng một quốc gia có thể đối đầu với nhau ở bất kỳ vòng nào.
Cơ chế bốc thăm cho mỗi vòng như sau:
- Trong lễ bốc thăm vòng play-off đấu loại trực tiếp, tám đội kết thúc vòng đấu hạng ở vị trí 9–16 được xếp hạt giống, còn tám đội kết thúc vòng đấu hạng ở vị trí 17–24 không được xếp hạt giống. Lễ bốc thăm được chia thành bốn phần dựa trên bảng đấu được xác định trước, với các đội được xếp hạt giống ở mỗi phần được bốc thăm đấu với một trong hai đối thủ không được xếp hạt giống của họ. Các đội được xếp hạt giống sẽ thi đấu trận lượt về trên sân nhà.
- Trong lễ bốc thăm vòng 16 đội, tám đội kết thúc vòng đấu hạng ở vị trí 1–8 được xếp hạt giống, còn tám đội thắng ở vòng play-off đấu loại trực tiếp không được xếp hạt giống. Một lần nữa, lễ bốc thăm được chia thành bốn phần dựa trên bảng đấu được xác định trước, với các đội được xếp hạt giống ở mỗi phần được bốc thăm đấu với một trong hai đối thủ không được xếp hạt giống của họ. Các đội được xếp hạt giống sẽ tổ chức trận lượt về.
- Ở vòng tứ kết và bán kết, các cặp đấu chính xác được xác định trước dựa trên bảng đấu của giải đấu. Một cuộc bốc thăm chỉ được tiến hành để xác định đội nào sẽ chơi lượt đi trên sân nhà. Một cuộc bốc thăm cũng được tổ chức để xác định đội chiến thắng ở bán kết nào được chỉ định là đội "chủ nhà" cho trận chung kết (vì mục đích hành chính vì trận đấu được tổ chức tại một địa điểm trung lập).

### Sơ đồ
|  |                                  |                                  |                                  |                                  |                                  |                         |    |             |                       |             |                       |             |                |                |            |        |        |        |        |  |  |         |         |         |         |         |  |  |           |           |           |
|  | Vòng play-off đấu loại trực tiếp | Vòng play-off đấu loại trực tiếp | Vòng play-off đấu loại trực tiếp | Vòng play-off đấu loại trực tiếp | Vòng play-off đấu loại trực tiếp |                         |    | Vòng 16 đội | Vòng 16 đội           | Vòng 16 đội | Vòng 16 đội           | Vòng 16 đội |                |                | Tứ kết     | Tứ kết | Tứ kết | Tứ kết | Tứ kết |  |  | Bán kết | Bán kết | Bán kết | Bán kết | Bán kết |  |  | Chung kết | Chung kết | Chung kết |
|  | Vòng play-off đấu loại trực tiếp | Vòng play-off đấu loại trực tiếp | Vòng play-off đấu loại trực tiếp | Vòng play-off đấu loại trực tiếp | Vòng play-off đấu loại trực tiếp |                         |    | Vòng 16 đội | Vòng 16 đội           | Vòng 16 đội | Vòng 16 đội           | Vòng 16 đội |                |                | Tứ kết     | Tứ kết | Tứ kết | Tứ kết | Tứ kết |  |  | Bán kết | Bán kết | Bán kết | Bán kết | Bán kết |  |  | Chung kết | Chung kết | Chung kết |
|  |                                  |                                  |                                  |                                  |                                  |                         |    |             |                       |             |                       |             |                |                |            |        |        |        |        |  |  |         |         |         |         |         |  |  |           |           |           |
|  |                                  |                                  |                                  |                                  |                                  |                         |    |             |                       |             |                       |             |                |                |            |        |        |        |        |  |  |         |         |         |         |         |  |  |           |           |           |
|  | 17                               | Gent                             | 0                                | 1                                | 1                                |                         |    |             |                       |             |                       |             |                |                |            |        |        |        |        |  |  |         |         |         |         |         |  |  |           |           |           |
|  | 17                               | Gent                             | 0                                | 1                                | 1                                |                         |    |             |                       |             |                       |             |                |                |            |        |        |        |        |  |  |         |         |         |         |         |  |  |           |           |           |
|  | 15                               | Real Betis                       | 3                                | 0                                | 3                                |                         |    | 15          | Real Betis            | 2           | 4                     | 6           |                |                |            |        |        |        |        |  |  |         |         |         |         |         |  |  |           |           |           |
|  | 15                               | Real Betis                       | 3                                | 0                                | 3                                |                         |    | 15          | Real Betis            | 2           | 4                     | 6           |                |                |            |        |        |        |        |  |  |         |         |         |         |         |  |  |           |           |           |
|  |                                  |                                  |                                  |                                  |                                  |                         |    | 2           | Vitória de Guimarães  | 2           | 0                     | 2           |                |                |            |        |        |        |        |  |  |         |         |         |         |         |  |  |           |           |           |
|  |                                  |                                  |                                  |                                  | 15                               | Real Betis              | 2  | 2           | Vitória de Guimarães  | 2           | 0                     | 2           | 1              | 3              |            |        |        |        |        |  |  |         |         |         |         |         |  |  |           |           |           |
|  | 24                               | TSC                              | 1                                | 1                                | 15                               | Real Betis              | 2  | 2           |                       |             |                       |             |                |                |            |        |        |        |        |  |  |         |         |         |         |         |  |  |           |           |           |
|  | 24                               | TSC                              | 1                                | 1                                |                                  |                         |    | 2           |                       | 9           | Jagiellonia Białystok | 0           | 1              | 1              |            |        |        |        |        |  |  |         |         |         |         |         |  |  |           |           |           |
|  | 9                                | Jagiellonia Białystok            | 3                                | 3                                | 6                                |                         |    | 9           | Jagiellonia Białystok | 9           | Jagiellonia Białystok | 0           | 1              | 1              | 3          | 0      | 3      |        |        |  |  |         |         |         |         |         |  |  |           |           |           |
|  | 9                                | Jagiellonia Białystok            | 3                                | 3                                | 6                                |                         |    | 9           | Jagiellonia Białystok |             |                       |             |                |                |            |        | 3      |        |        |  |  |         |         |         |         |         |  |  |           |           |           |
|  |                                  |                                  |                                  |                                  |                                  |                         |    | 8           | Cercle Brugge         | 0           | 2                     | 2           |                |                |            |        |        |        |        |  |  |         |         |         |         |         |  |  |           |           |           |
|  |                                  |                                  |                                  |                                  |                                  |                         | 15 | 8           | Cercle Brugge         | 0           | 2                     | 2           | Real Betis     | 2              | 2          | 4      |        |        |        |  |  |         |         |         |         |         |  |  |           |           |           |
|  | 21                               | Celje                            | 2                                | 2                                | 4                                |                         | 15 |             |                       |             |                       |             |                |                |            |        |        |        |        |  |  |         |         |         |         |         |  |  |           |           |           |
|  | 21                               | Celje                            | 2                                | 2                                | 4                                |                         |    |             |                       | 3           | Fiorentina (s.h.p.)   | 1           | 2              | 3              |            |        |        |        |        |  |  |         |         |         |         |         |  |  |           |           |           |
|  | 11                               | APOEL                            | 2                                | 0                                | 2                                |                         |    | 21          | Celje (p)             | 3           | Fiorentina (s.h.p.)   | 1           | 2              | 3              | 1          | 4      | 5 (3)  |        |        |  |  |         |         |         |         |         |  |  |           |           |           |
|  | 11                               | APOEL                            | 2                                | 0                                | 2                                |                         |    | 21          | Celje (p)             |             |                       |             |                |                |            |        | 5 (3)  |        |        |  |  |         |         |         |         |         |  |  |           |           |           |
|  |                                  |                                  |                                  |                                  |                                  |                         |    | 6           | Lugano                | 0           | 5                     | 5 (1)       |                |                |            |        |        |        |        |  |  |         |         |         |         |         |  |  |           |           |           |
|  |                                  |                                  |                                  |                                  | 21                               | Celje                   | 1  | 6           | Lugano                | 0           | 5                     | 5 (1)       | 2              | 3              |            |        |        |        |        |  |  |         |         |         |         |         |  |  |           |           |           |
|  | 19                               | Víkingur Reykjavík               | 2                                | 0                                | 21                               | Celje                   | 1  | 2           |                       |             |                       |             |                |                |            |        |        |        |        |  |  |         |         |         |         |         |  |  |           |           |           |
|  | 19                               | Víkingur Reykjavík               | 2                                | 0                                |                                  |                         |    | 2           |                       | 3           | Fiorentina            | 2           | 2              | 4              |            |        |        |        |        |  |  |         |         |         |         |         |  |  |           |           |           |
|  | 13                               | Panathinaikos                    | 1                                | 2                                | 3                                |                         |    | 13          | Panathinaikos         | 3           | Fiorentina            | 2           | 2              | 4              | 3          | 1      | 4      |        |        |  |  |         |         |         |         |         |  |  |           |           |           |
|  | 13                               | Panathinaikos                    | 1                                | 2                                | 3                                |                         |    | 13          | Panathinaikos         |             |                       |             |                | 28/5 – Wrocław | 3          | 1      | 4      |        |        |  |  |         |         |         |         |         |  |  |           |           |           |
|  |                                  |                                  |                                  |                                  |                                  |                         |    | 3           | Fiorentina            | 2           | 3                     | 5           |                |                |            |        |        |        |        |  |  |         |         |         |         |         |  |  |           |           |           |
|  |                                  |                                  |                                  |                                  |                                  |                         |    | 3           | Fiorentina            | 2           | 3                     | 5           |                | 15             | Real Betis | 1      |        |        |        |  |  |         |         |         |         |         |  |  |           |           |           |
|  | 22                               | Omonia                           | 1                                | 1                                | 2                                |                         |    |             |                       |             |                       |             |                |                |            |        |        |        |        |  |  |         |         |         |         |         |  |  |           |           |           |
|  | 22                               | Omonia                           | 1                                | 1                                | 2                                |                         |    |             |                       | 1           | Chelsea               | 4           |                |                |            |        |        |        |        |  |  |         |         |         |         |         |  |  |           |           |           |
|  | 12                               | Pafos                            | 1                                | 2                                | 3                                |                         |    | 12          | Pafos                 | 1           | Chelsea               | 4           | 1              | 0              | 1          |        |        |        |        |  |  |         |         |         |         |         |  |  |           |           |           |
|  | 12                               | Pafos                            | 1                                | 2                                | 3                                |                         |    | 12          | Pafos                 |             |                       |             |                |                |            |        |        |        |        |  |  |         |         |         |         |         |  |  |           |           |           |
|  |                                  |                                  |                                  |                                  |                                  |                         |    | 5           | Djurgårdens IF        | 0           | 3                     | 3           |                |                |            |        |        |        |        |  |  |         |         |         |         |         |  |  |           |           |           |
|  |                                  |                                  |                                  |                                  | 5                                | Djurgårdens IF (s.h.p.) | 0  | 5           | Djurgårdens IF        | 0           | 3                     | 3           | 4              | 4              |            |        |        |        |        |  |  |         |         |         |         |         |  |  |           |           |           |
|  | 20                               | Borac Banja Luka                 | 1                                | 0                                | 5                                | Djurgårdens IF (s.h.p.) | 0  | 1           |                       |             |                       |             |                |                |            |        |        |        |        |  |  |         |         |         |         |         |  |  |           |           |           |
|  | 20                               | Borac Banja Luka                 | 1                                | 0                                |                                  |                         |    | 1           |                       | 4           | Rapid Wien            | 1           | 1              | 2              |            |        |        |        |        |  |  |         |         |         |         |         |  |  |           |           |           |
|  | 14                               | Olimpija Ljubljana               | 0                                | 0                                | 0                                |                         |    | 20          | Borac Banja Luka      | 4           | Rapid Wien            | 1           | 1              | 2              | 1          | 1      | 2      |        |        |  |  |         |         |         |         |         |  |  |           |           |           |
|  | 14                               | Olimpija Ljubljana               | 0                                | 0                                | 0                                |                         |    | 20          | Borac Banja Luka      |             |                       |             |                |                |            |        | 2      |        |        |  |  |         |         |         |         |         |  |  |           |           |           |
|  |                                  |                                  |                                  |                                  |                                  |                         |    | 4           | Rapid Wien (s.h.p.)   | 1           | 2                     | 3           |                |                |            |        |        |        |        |  |  |         |         |         |         |         |  |  |           |           |           |
|  |                                  |                                  |                                  |                                  |                                  |                         | 5  | 4           | Rapid Wien (s.h.p.)   | 1           | 2                     | 3           | Djurgårdens IF | 1              | 0          | 1      |        |        |        |  |  |         |         |         |         |         |  |  |           |           |           |
|  | 23                               | Molde (p)                        | 0                                | 1                                | 1 (5)                            |                         | 5  |             |                       |             |                       |             |                |                |            |        |        |        |        |  |  |         |         |         |         |         |  |  |           |           |           |
|  | 23                               | Molde (p)                        | 0                                | 1                                | 1 (5)                            |                         |    |             |                       | 1           | Chelsea               | 4           | 1              | 5              |            |        |        |        |        |  |  |         |         |         |         |         |  |  |           |           |           |
|  | 10                               | Shamrock Rovers                  | 1                                | 0                                | 1 (4)                            |                         |    | 23          | Molde (s.h.p.)        | 1           | Chelsea               | 4           | 1              | 5              | 3          | 0      | 3      |        |        |  |  |         |         |         |         |         |  |  |           |           |           |
|  | 10                               | Shamrock Rovers                  | 1                                | 0                                | 1 (4)                            |                         |    | 23          | Molde (s.h.p.)        |             |                       |             |                |                |            |        | 3      |        |        |  |  |         |         |         |         |         |  |  |           |           |           |
|  |                                  |                                  |                                  |                                  |                                  |                         |    | 7           | Legia Warszawa        | 2           | 2                     | 4           |                |                |            |        |        |        |        |  |  |         |         |         |         |         |  |  |           |           |           |
|  |                                  |                                  |                                  |                                  | 7                                | Legia Warszawa          | 0  | 7           | Legia Warszawa        | 2           | 2                     | 4           | 2              | 2              |            |        |        |        |        |  |  |         |         |         |         |         |  |  |           |           |           |
|  | 18                               | Copenhagen (s.h.p.)              | 1                                | 3                                | 7                                | Legia Warszawa          | 0  | 4           |                       |             |                       |             |                |                |            |        |        |        |        |  |  |         |         |         |         |         |  |  |           |           |           |
|  | 18                               | Copenhagen (s.h.p.)              | 1                                | 3                                |                                  |                         |    | 4           |                       | 1           | Chelsea               | 3           | 1              | 4              |            |        |        |        |        |  |  |         |         |         |         |         |  |  |           |           |           |
|  | 16                               | 1. FC Heidenheim                 | 2                                | 1                                | 3                                |                         |    | 18          | Copenhagen            | 1           | Chelsea               | 3           | 1              | 4              | 1          | 0      | 1      |        |        |  |  |         |         |         |         |         |  |  |           |           |           |
|  | 16                               | 1. FC Heidenheim                 | 2                                | 1                                | 3                                |                         |    | 18          | Copenhagen            |             |                       |             |                |                |            |        | 1      |        |        |  |  |         |         |         |         |         |  |  |           |           |           |
|  |                                  |                                  |                                  |                                  |                                  |                         |    | 1           | Chelsea               | 2           | 1                     | 3           |                |                |            |        |        |        |        |  |  |         |         |         |         |         |  |  |           |           |           |
|  |                                  |                                  |                                  |                                  |                                  |                         |    | 1           | Chelsea               | 2           | 1                     | 3           |                |                |            |        |        |        |        |  |  |         |         |         |         |         |  |  |           |           |           |

### Vòng play-off đấu loại trực tiếp
Lễ bốc thăm vòng play-off đấu loại trực tiếp được tổ chức vào ngày 20 tháng 12 năm 2024, 13:00 CET.
Các trận lượt đi diễn ra vào ngày 13 tháng 2 và lượt về diễn ra vào ngày 20 tháng 2 năm 2025.
| Đội 1              | TTSTooltip Aggregate score | Đội 2                 | Lượt đi | Lượt về      |
| ------------------ | -------------------------- | --------------------- | ------- | ------------ |
| Gent               | 1–3                        | Real Betis            | 0–3     | 1–0          |
| TSC                | 2–6                        | Jagiellonia Białystok | 1–3     | 1–3          |
| Celje              | 4–2                        | APOEL                 | 2–2     | 2–0          |
| Víkingur Reykjavík | 2–3                        | Panathinaikos         | 2–1     | 0–2          |
| Copenhagen         | 4–3                        | 1. FC Heidenheim      | 1–2     | 3–1 (s.h.p.) |
| Molde              | 1–1 (5–4 p)                | Shamrock Rovers       | 0–1     | 1–0 (s.h.p.) |
| Omonia             | 2–3                        | Pafos                 | 1–1     | 1–2          |
| Borac Banja Luka   | 1–0                        | Olimpija Ljubljana    | 1–0     | 0–0          |

### Vòng 16 đội
Lễ bốc thăm vòng 16 đội được tổ chức vào ngày 21 tháng 2 năm 2025, 14:00 CET.
Các trận lượt đi diễn ra vào ngày 6 tháng 3 và lượt về diễn ra vào ngày 13 tháng 3 năm 2025.
| Đội 1                 | TTSTooltip Aggregate score | Đội 2                | Lượt đi | Lượt về      |
| --------------------- | -------------------------- | -------------------- | ------- | ------------ |
| Real Betis            | 6–2                        | Vitória de Guimarães | 2–2     | 4–0          |
| Jagiellonia Białystok | 3–2                        | Cercle Brugge        | 3–0     | 0–2          |
| Celje                 | 5–5 (3–1 p)                | Lugano               | 1–0     | 4–5 (s.h.p.) |
| Panathinaikos         | 4–5                        | Fiorentina           | 3–2     | 1–3          |
| Copenhagen            | 1–3                        | Chelsea              | 1–2     | 0–1          |
| Molde                 | 3–4                        | Legia Warsaw         | 3–2     | 0–2 (s.h.p.) |
| Pafos                 | 1–3                        | Djurgårdens IF       | 1–0     | 0–3          |
| Borac Banja Luka      | 2–3                        | Rapid Wien           | 1–1     | 1–2 (s.h.p.) |

### Tứ kết
Lễ bốc thăm thứ tự các trận lượt đi tứ kết được tổ chức vào ngày 21 tháng 2 năm 2025, 14:00 CET, sau lễ bốc thăm vòng 16 đội.
Các trận lượt đi diễn ra vào ngày 10 tháng 4 và lượt về diễn ra vào ngày 17 tháng 4 năm 2025.
| Đội 1          | TTSTooltip Aggregate score | Đội 2                 | Lượt đi | Lượt về      |
| -------------- | -------------------------- | --------------------- | ------- | ------------ |
| Real Betis     | 3–1                        | Jagiellonia Białystok | 2–0     | 1–1          |
| Celje          | 3–4                        | Fiorentina            | 1–2     | 2–2          |
| Legia Warszawa | 2–4                        | Chelsea               | 0–3     | 2–1          |
| Djurgårdens IF | 4–2                        | Rapid Wien            | 0–1     | 4–1 (s.h.p.) |

1. ↑  Thứ tự hai lượt trận được đảo ngược để tránh xung đột lịch thi đấu với trận đấu ở Europa League giữa Tottenham Hotspur và Eintracht Frankfurtt diễn ra tại cùng thành phố.[26]

### Bán kết
Lễ bốc thăm thứ tự các trận lượt đi bán kết được tổ chức vào ngày 21 tháng 2 năm 2025, 14:00 CET, sau lễ bốc thăm vòng 16 đội và tứ kết.
Các trận lượt đi diễn ra vào ngày 1 tháng 5 và lượt về diễn ra vào ngày 8 tháng 5 năm 2025.
| Đội 1          | TTSTooltip Aggregate score | Đội 2      | Lượt đi | Lượt về      |
| -------------- | -------------------------- | ---------- | ------- | ------------ |
| Real Betis     | 4–3                        | Fiorentina | 2–1     | 2–2 (s.h.p.) |
| Djurgårdens IF | 1–5                        | Chelsea    | 1–4     | 0–1          |

1. ↑  Thứ tự các lượt trận được đảo ngược để tránh xung đột lịch thi đấu với trận đấu của Tottenham Hotspur tại Europa League ở cùng thành phố.[26]

### Chung kết
Trận chung kết diễn ra vào ngày 28 tháng 5 năm 2025 tại sân vận động Wrocław ở Wrocław. Đội thắng ở trận bán kết 1 sẽ được chỉ định là đội "chủ nhà" cho mục đích hành chính.
| Real Betis      | 1–4      | Chelsea                                                    |
| --------------- | -------- | ---------------------------------------------------------- |
| - Ezzalzouli 9' | Chi tiết | - Fernández 65' - Jackson 70' - Sancho 83' - Caicedo 90+1' |

## Thống kê
Số liệu thống kê không bao gồm vòng loại và vòng play-off.

### Ghi bàn hàng đầu
| Hạng | Cầu thủ            | Đội                 | Bàn thắng | Số phút thi đấu |
| ---- | ------------------ | ------------------- | --------- | --------------- |
| 1    | Afimico Pululu     | Jagiellonia         | 8         | 1.005           |
| 2    | Cédric Bakambu     | Real Betis          | 7         | 1015            |
| 3    | Armandas Kučys     | Celje               | 6         | 570             |
| 3    | Marc Guiu          | Chelsea             | 6         | 287             |
| 5    | Rolando Mandragora | Fiorentina          | 5         | 962             |
| 5    | Dion Beljo         | Rapid Wien          | 5         | 847             |
| 5    | Christopher Nkunku | Chelsea             | 5         | 635             |
| 5    | Miloš Pantović     | TSC                 | 5         | 520             |
| 5    | Johnny Kenny       | Shamrock Rovers     | 5         | 475             |
| 5    | Krzysztof Piątek   | İstanbul Başakşehir | 5         | 465             |
| 11   | 17 cầu thủ         | 17 cầu thủ          | 4         | —               |

### Kiến tạo hàng đầu
| Hạng | Cầu thủ             | Đội                  | Kiến tạo | Số phút thi đấu |
| ---- | ------------------- | -------------------- | -------- | --------------- |
| 1    | Simon Sešlar        | Celje                | 8        | 1.045           |
| 2    | Enzo Fernández      | Chelsea              | 6        | 341             |
| 3    | Tokmac Nguen        | Djurgårdens IF       | 5        | 920             |
| 3    | Jadon Sancho        | Chelsea              | 5        | 535             |
| 5    | Jesús Imaz          | Jagiellonia          | 4        | 1.004           |
| 5    | Aleksandar Ćirković | Ferencvárosi         | 4        | 484             |
| 5    | Kaio César          | Vitória de Guimarães | 4        | 431             |
| 5    | Robin Gosens        | Fiorentina           | 4        | 419             |
| 5    | Marcos López        | Copenhagen           | 4        | 414             |
| 5    | Kévin Denkey        | Cercle Brugge        | 4        | 231             |
| 11   | 23 cầu thủ          | 23 cầu thủ           | 3        | —               |

### Đội hình của mùa giải
Nhóm nghiên cứu kỹ thuật của UEFA đã chọn những cầu thủ sau đây là đội hình tiêu biểu của giải đấu.
| Vt. | Cầu thủ          | Đội                   |
| --- | ---------------- | --------------------- |
| TM  | Filip Jörgensen  | Chelsea               |
| HV  | Youssouf Sabaly  | Real Betis            |
| HV  | Tosin Adarabioyo | Chelsea               |
| HV  | Natan            | Real Betis            |
| HV  | Robin Gosens     | Fiorentina            |
| TV  | Svit Sešlar      | Celje                 |
| TV  | Isco             | Real Betis            |
| TV  | Enzo Fernández   | Chelsea               |
| TĐ  | Cole Palmer      | Chelsea               |
| TĐ  | Afimico Pululu   | Jagiellonia Białystok |
| TĐ  | Tokmac Nguen     | Djurgårdens IF        |

### Cầu thủ của mùa giải
- Isco ( Real Betis)[1]

### Cầu thủ trẻ của mùa giải
- Tobias Gulliksen ( Djurgårdens IF)[2]